# Sture Ohlin
Pour les articles homonymes, voir Ohlin.
Bo Sture Roland Ohlin, né à Arjeplog le 3 mai 1935 et mort le 22 novembre 2023, est un biathlète suédois.

## Biographie
Il prend part aux premiers championnats du monde de biathlon en 1958, terminant quatrième de l'individuel, qui aide les Suédois à gagner le titre par équipes.
Aux Championnats du monde 1966, il gagne  la médaille de bronze en relais. En 1967, il est de nouveau médaillé de bronze du relais en mondial, pour sa dernière compétition internationale.
Il prend part aussi aux Jeux olympiques d'hiver de 1964, où il est douzième de l'individuel.

## Palmarès

### Jeux olympiques d'hiver
| Épreuve / Édition | Individuel |
| ----------------- | ---------- |
| JO 1964 Innsbruck | 12e        |

### Championnats du monde
- Championnats du monde 1958 à Saalfelden :
  -  Médaille d'or par équipes.
- Championnats du monde 1959 à Courmayeur :
  -  Médaille d'argent par équipes.
- Championnats du monde 1966 à Garmisch-Partenkirchen :
  -  Médaille de bronze en relais.
- Championnats du monde 1967 à Altenberg :
  -  Médaille de bronze en relais.